# Beatrice van der Poel
Beatrice van der Poel (Oss, 24 juli 1966) is een Nederlandse zangeres, liedjesschrijfster en stemactrice.

## Loopbaan
Van der Poel volgde de beeldende-kunstopleiding (audiovisueel) aan de Gerrit Rietveld Academie. Ze zingt voornamelijk eigen werk, maar bewerkt ook stukken van anderen, zoals Maarten van Roozendaal, Jimi Hendrix, Leonard Cohen en Jacques Brel. Ze maakte deel uit van de bands Many More, The Fishhospital, The Schismatics, Beeswamp, Corrie en de Grote Brokken en Miss Bee Spoiled.

## Luisterboeken
- 2010 - Het toeval dat geluk heet van Thomas Verbogt en Beatrice van der Poel (dubbel-cd)
- 2013 - Debet van Saskia Noort
- 2014 - Een weeffout in onze sterren van John Green (bekroond met Storytel Luisterboek Award 2015)
- 2015 - Denken aan vrijdag van Nicci French
- 2016 - Hittegolf van Suzanne Vermeer
- 2016 - Judas van Astrid Holleeder
- 2016 - Het geheim van mijn man van Liane Moriarty
- 2016 - Grote Kleine Leugens van Liane Moriarty
- 2017 - Dagboek van een getuige van Astrid Holleeder
- 2017 - Bijna echt gebeurd van Liane Moriarty
- 2018 - Irundina van Hella Haasse
- 2019 - Anne, Kroniek van een Zoektocht van Hans Faber, Wim Faber vader van Anne Faber
- 2019 - Familiegeheimen van Astrid Holleeder
- 2021 - Het eiland van de verdwenen bomen van Elif Shafak
- 2021 - De Italiaanse prinses: Het rusteloze leven van Marianne van Oranje-Nassau van Willemijn van Dijk
- 2020 - Ronja de roversdochter van Astrid Lindgren
- 2022 - Het weeskind van Pam Jenoff
- 2022 - Gletsjer van Suzanne Vermeer
- 2022 - Soms sneeuwt het in april van Janneke Siebelink
- 2023 - Zijn Jongen van Carry Slee

## Albums als leadzangeres
- 2023 - Laat Me Niet Alleen (Beatrice Zingt Brel)
- 2022 - Beatrice Zingt Brel (EP)
- 2017 - Montere Weemoed
- 2016 - Electric Lady
- 2013 - Heelhuids
- 2010 - Hard en Hoofd
- 2008 - Jij bent de liefste (met Gerard Alderliefste)
- 2008 - Langzaam lo(o)s in het theater (live)
- 2006 - Langzaam los
- 2005 - Het land is moe (Corrie en de Grote Brokken)
- 2000 - Brokstukken (Corrie en de Grote Brokken)
- 2000 - Kado uit de hel (Corrie en de Grote Brokken)
- 1997 - Lotus Blossom (als Miss Bee Spoiled)
- 1998 - Airborne or Blue - The Formidabele Yankee (Orkater)
- 1996 - Sweet Sticky Stuff (Beeswamp)
- 1996 - De gordel van smaragd
- 1987 - The Fishhospital (The Fishhospital)

## Opnamen met Beatrice van der Poel als gastmuzikant
- 2018 - Leonard Cohen Tribute - Ik Ben Jouw Man met Jan Rot, Huub van der Lubbe en Alex Roeka e.a.
- 2010 - Over de bergen van Corrie van Binsbergen en Josse De Pauw
- 2009 - Wild verband van Bart-Jan Baartmans
- 2008 - Waar van Hautekiet en De Leeuw
- 2007 - Mijn mooie vrouw van Astrid Nijgh (duet)
- 2005 - The cat-a-day tales van Anne Soldaat
- 2003 - Omarm van BLØF
- 2000 - Here Now van Ad Vanderveen
- 1996 - Frédérique Spigt con la Piccola Orchestra van Frédérique Spigt
- 1991 - Town Stopped Breathing (Haven) van Spasmodique

## Voorstellingen
- 2023 - Beatrice Zingt Brel
- 2022 - The Lotusclub (met Mike Boddé)
- 2022 - Na de stilte
- 2021 - ABBA XS / Dancing Queens (met Vera van der Poel)
- 2018 - reprise Montere weemoed (met Thomas Verbogt)
- 2018 - Forever 27 (met Erwin van Ligten)
- 2017 - Montere weemoed (met Thomas Verbogt)
- 2015 - Electric Lady, een ode aan Jimi Hendrix
- 2014 - Heelhuids
- 2014 - reprise Voor we verder gaan (met Marcel de Groot)
- 2013 - Eindeloos
- 2012 - Voor we verder gaan (met Marcel de Groot)
- 2010 - Hard en hoofd
- 2008 - Langzaam los
- 2004 - Muziek om bij over te geven (met Bob Fosko en Hans Vandenburg)
- 2003 - Niks dan rottigheid (met Maarten van Roozendaal en Bob Fosko)
- 1998 - De formidabele yankee van Orkater
- 1997 - Jemand auf der Treppe
- 1996 - Situaties van Peter Zegveld
- 1986 - Hersenschimmen van Toneelgroep Centrum